# 陳佳坤
陳佳坤（1990年—2021年2月11日 ），台灣足球教練、男子足球員，就讀國立台灣體育運動大學時為該校角逐大專足球聯賽及城市足球聯賽，也曾代表中華台北U23男子足球代表隊競逐2012年夏季奧林匹克運動會足球比賽亞洲區男子資格賽。他退役後，自2016年起擔任屏東縣長治國中足球專業教練，培育出了中華台北女子足球代表隊選手蘇育萱，以及中華台北U16男子足球代表隊選手莊家維、邱鈺璋，並且他在長治鄉「108年度慶祝體育節暨傑出選手、優秀教練表揚大會」獲得表揚。後來，陳佳坤在2021年農曆春節因車禍逝世，其離世後長治國中男足在未有教練的情況下，完成此前他訂下的目標，贏得屏東縣中小學聯運冠軍。